# Terra batuda

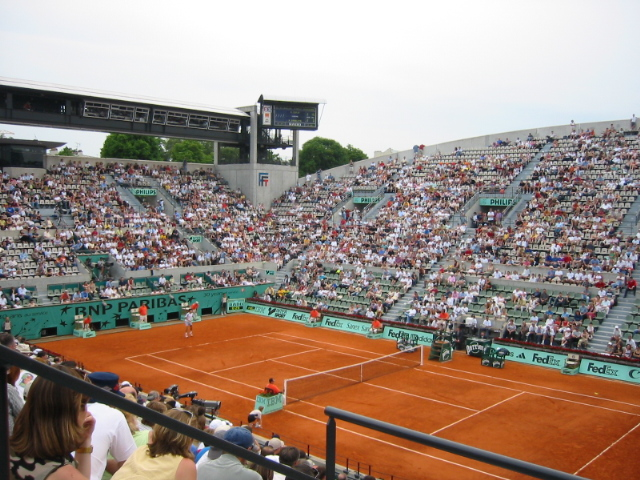
Estadi Susan Leglen amb pista de terra batuda a Roland Garros, 2002.

La terra batuda és una de les quatre tipus de superfícies que s'utilitzen en el món del tennis. Les pistes de terra batuda estan fetes d'esquist, pedra i maó esmicolats. La terra batuda vermella és més lenta que la verda, que també s'anomena terra americana. El Torneig de Roland Garros es juga en terra batuda, sent l'únic Grand Slam jugat sobre aquesta superfície.
La pistes de terra batuda són normalment més comunes a Europa i a Sud-amèrica que als Estats Units, on les pistes de terra batuda verda també són considerades de terra batuda, tot i que no són exactament iguals que les d'Europa o les de Sud-amèrica. Tot i que són pistes més barates de construir que altres tipus de superfície, el seu cost de manteniment és elevat, ja que la superfície ha de ser aplanada constantment. També cal controlar el contingut d'aigua de la pista i de fet, les pistes verdes sovint s'inclinen per permetre que l'aigua no s'hi acumuli.

## Propietats
La terra batuda afavoreix l'ús d'empunyadures de raqueta més tancades com l'occidental, per aconseguir cops més liftats. Els jugadors sovint juguen en un semicercle d'entre 1,5 i 3 metres darrere de la línia de fons.
Aquestes pistes es consideren lentes, ja que la pilota bota relativament alta i més lenta que en altres pistes, fent més difícil donar un cop guanyador. És per aquest motiu que els punts solen ser més llargs que en pistes d'herba. Així doncs, la terra batuda afavoreix els jugadors de fons, que sovint són defensius, com Rafa Nadal, Björn Borg o Justine Henin, tots ells grans campions a Roland Garros. Els jugadors de fons ofensius amb un cop de fons potent també han tingut èxit en aquesta superfície. Això encara es fa més evident amb els jugadors alts, perquè la pilota bota més alta i arriba fins a la seva zona de colpeig, i això ha permès que jugadors com Robin Söderling, Ana Ivanović, Jelena Janković i Dinara Safina hagin tingut èxit en terra batuda.
Els jugadors en terra batuda utilitzen més cops liftats per batre a l'oponent. El moviment en aquestes superfícies és molt diferent que el moviment en pista dura o pista d'herba. En terra batuda sovint cal tenir l'habilitat de patinar mentre s'està colpejant la pilota, a diferència d'altres superfícies on els jugadors corren, s'aturen i colpegen la pilota. Els jugadors que excel·leixen en terra batuda però no aconsegueixen jugar al mateix nivell en superfícies ràpides es coneixen com a especialistes de terra batuda.
Les pistes de terra batuda també són úniques en el fet que quan la pilota bota a terra hi deixa una marca que pot ajudar a determinar si la pilota ha entrat o no. Les crítiques a aquesta superfície se centren sobretot en el fet que cal assecar-la contínuament, que si la pista es resseca hi ha problemes per renovar la terra i en el desgast que causa a la roba i calçat.

## Tipus de terra batuda
Existeixen tres tipus diferents de terra batuda:

### Vermella
Gairebé totes les pistes de terra batuda vermella estan fetes a partir de maons esmicolats que es compacten per fer la pista. El color vermell prové de l'alt contingut d'òxids de ferro que té l'argila vermella que s'utilitza per fer els maons. Aquest tipus de superfície no absorbeix aigua amb facilitat i és el tipus més comú a Europa i Llatinoamèrica. Les pistes de terra batuda vermella natural són rares de trobar perquè triguen molt a assecar-se, uns dos o tres dies. Un bon exemple de pista de terra batuda vermella natural es pot trobar al Frick Park Clay Courts a Pittsburgh, on hi tenen sis pistes que són utilitzades des de 1930.

### Verda

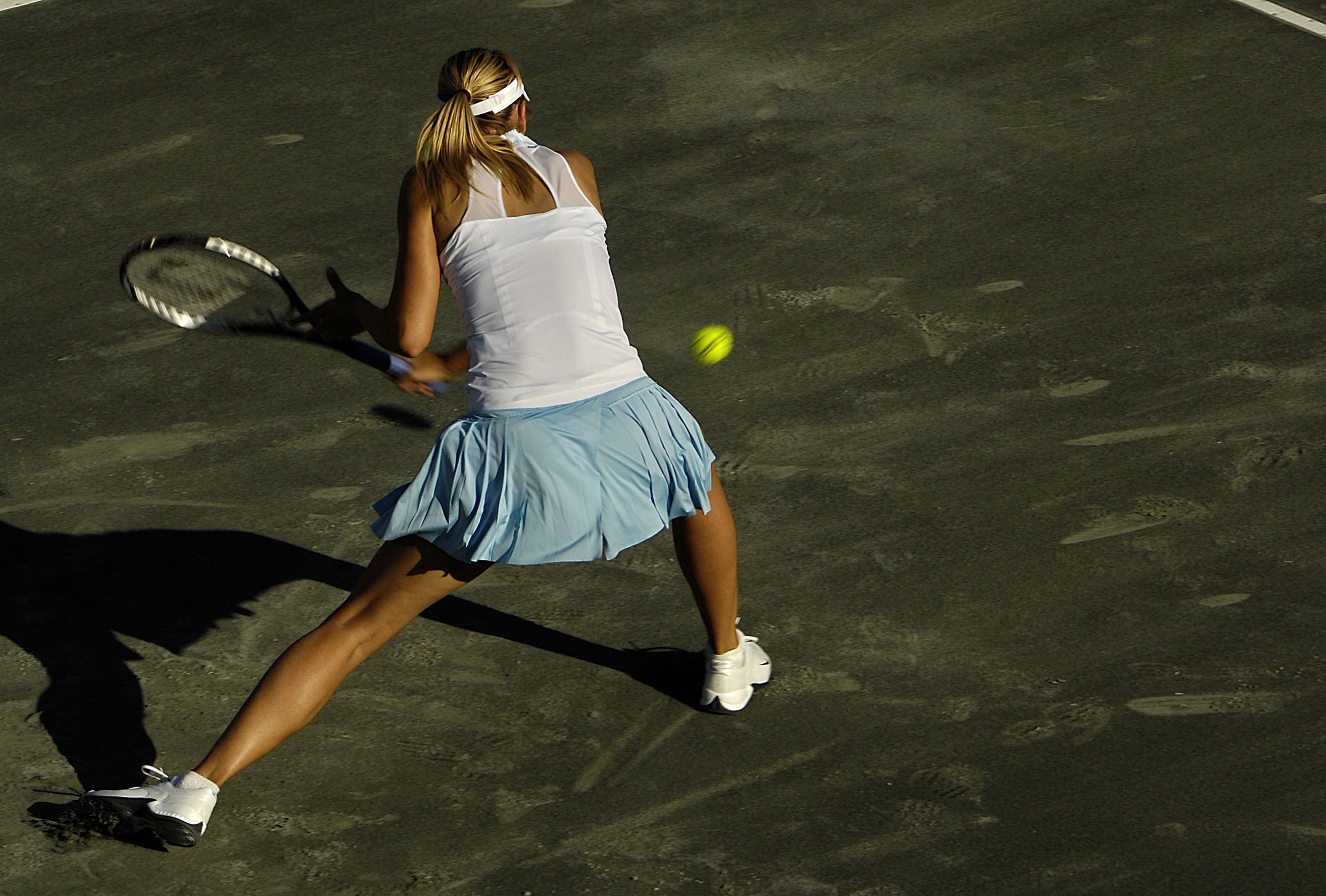
Maria Xaràpova al Family Circle Cup 2008 jugat en terra batuda verda.

La terra batuda verda, també anomenada americana o Har-Tru, és similar a la vermella, però té propietats diferents. Aquesta pista és un pèl més ràpida i dura que la vermella. El color verd es deu al fet que s'utilitza argila verda o il·lita, que és el que li confereix aquest color. Aquest tipus de pista és molt comuna als Estats Units i predomina als estats de l'est i del sud. Actualment només hi ha dos torneigs que es juguin en terra batuda verda, un del circuit ATP el U.S. Men's Clay Court Championships i un del circuit WTA, el Family Circle Cup. Fins al 2010 també s'hi jugava el torneig MPS Group Championships del circuit WTA.

### Blava
El 2009, Ion Ţiriac, el propietari del Masters de Madrid, va decidir canviar la superfície del torneig que va passar de disputar-se en pista dura a fer-ho en terra batuda. Quan va fer aquest canvi, també va proposar de cara al 2010 jugar en terra batuda blava, que segons el seu parer, permet que els teleespectadors vegin millor la pilota durant el partit. Però hi ha qui pot arribar a pensar que es tracta d'una estratègia publicitària, ja que el color blau és el color de la principal empresa patrocinadora del torneig. El 2009, es va estrenar una pista d'entrenament amb terra batuda blava, per tal que els jugadors la poguessin provar i s'hi anessin acostumant, però tennistes com Roger Federer o Rafa Nadal s'hi van posicionar en contra, argumentant que la marca deixada per la pilota en la pista no es veu tan bé com en terra vermella, i això en dificulta encara més la seva aplicació. La WTA ja ha anunciat que no està en contra de la seva implantació, mentre que l'ATP encara no ha dit res al respecte.

## Jugadors
Actualment, el millor tennista en terra batuda és Rafael Nadal, qui ha guanyat un total de tretze Roland Garros individualment, essent considerat ja, el millor tennista de la història sobre aquesta superfície. A més a més, també posseeix el record d'imbatibilitat individual masculí en terra batuda amb un total de 81 partits guanyats de manera consecutiva entre l'abril de 2005 i el maig de 2007; i des del 31 de maig de 2009 no ha perdut cap partit al Grand Slam francès. La tennista més prolífica dels últims anys en pista de terra batuda ha estat Justine Henin, qui ha guanyat fins a quatre vegades el Torneig de Roland Garros individualment i que es va retirar per segon cop el 2011. La seva varietat de cops, velocitat, joc de peus i els cops tallats han estat les seves millors armes. A més, Henin està empatada en primera posició amb Helen Wills Moody entre les dones que han guanyat més sets consecutius a Roland Garros, amb un total de 40 entre els torneigs de 2005 i 2010, però el seu record l'ha obtingut a l'era Open, fent que encara tingui més mèrit.
Altres jugadors que han tingut força èxit en terra batuda han estat: Chris Evert, Margaret Court, Björn Borg, Ivan Lendl, Mats Wilander, Monica Seles, Steffi Graf, Arantxa Sánchez Vicario, i Gustavo Kuerten. El rècord d'imbatibilitat en terra batuda en qualsevol modalitat i en qualsevol sexe el posseeix la tennista Chris Evert qui, entre l'agost de 1973 i el 12 de maig de 1979, va guanyar un total de 125 partits consecutius.

## Especialistes de terra batuda
Un especialista en terra batuda és aquell jugador que excel·leix en les pistes de terra batuda però que no aconsegueix jugar al mateix nivell en les altres superfícies. El terme especialista generalment només s'utilitza amb jugadors professionals del circuit ATP i WTA, i no a jugadors normals.
Gràcies als avenços que s'han produït en la tecnologia de les raquetes, els especialistes en terra batuda d'avui en dia són coneguts per utilitzar cops de fons llargs amb molt d'efecte liftat, uns cops molt efectius en superfícies lentes on la pilota bota alta com és la terra batuda. Els especialistes en terra batuda solen patinar millor per la terra que els altres jugadors. Molts dels especialistes també utilitzen molt les deixades, que són efectives, ja que en un intercanvi de cops llarg, els jugadors solen allunyar-se per darrere de la línia de fons. A més, el fet que els punts siguin més llargs requereixen jugadors amb força mental i física per aguantar l'intercanvi de cops. Alguns especialistes en terra batuda són: Thomas Muster, Sergi Bruguera, Gustavo Kuerten, Juan Carlos Ferrero, Albert Costa, Gastón Gaudio, Virginia Ruzici, Anastassia Mískina, Iva Majoli, Sue Barker, Ana Ivanović i Francesca Schiavone.

## Torneigs professionals jugats en terra batuda

### Grand Slam (vermella)
- Roland Garros (París, França)

### ATP World Tour Masters 1000 (vermella)
- Monte-Carlo Rolex Masters (Ròcabruna Caup Martin, França)
- Internazionali d'Italia (Roma, Itàlia)
- Mutua Madrid Open (Madrid, Espanya)

### ATP World Tour 500 Series (vermella)
- Abierto Mexicano Telcel (Acapulco, Mèxic)
- International German Open (Hamburg, Alemanya)
- Comte de Godó (Barcelona, Espanya)

### ATP (vermella)
- Movistar Open (Santiago de Xile, Xile)
- Copa Telmex (Buenos Aires, Argentina)
- Brasil Open (Estat de Bahia, Brasil)
- Grand Prix Hassan II (Casablanca, Marroc)
- Estoril Open (Estoril, Portugal)
- BMW Open (Múnic, Alemanya)
- Serbia Open (Belgrad, Sèrbia)
- Open de Nice Côte d'Azur (Niça, França)
- ATP World Team Cup (Düsseldorf, Alemanya)
- SkiStar Swedish Open (Båstad, Suècia)
- MercedesCup (Stuttgart, Alemanya)
- Allianz Suisse Open Gstaad (Gstaad, Suïssa)
- Croatia Open Umag (Umag, Croàcia)
- BCR Open Romania (Bucarest, Romania)

### ATP (verda)
- U.S. Men's Clay Court Championships (Houston, Estats Units)

### WTA (vermella)
- Copa Colsanitas (Bogotà, Colòmbia)
- Abierto Mexicano Telcel (Acapulco, Mèxic)
- Andalucia Tennis Experience (Marbella, Espanya)
- Barcelona Ladies Open (Barcelona, Espanya)
- Porsche Tennis Grand Prix (Stuttgart, Alemanya)
- Grand Prix SAR La Princesse Lalla Meryem (Fes, Marroc)
- Internazionali BNL d'Italia (Roma, Itàlia)
- Estoril Open (Estoril, Portugal)
- Mutua Madrid Open (Madrid, Espanya)
- Polsat Warsaw Open (Varsòvia, Polònia)
- Internationaux de Strasbourg (Estrasburg, França)
- GDF SUEZ Grand Prix (Budapest, Hongria)
- Collector Swedish Open Women (Båstad, Suècia)
- Internazionali Femminili di Palermo (Palerm, Itàlia)
- ECM Prague Open (Praga, República Txeca)
- Gastein Ladies (Bad Gastein, Àustria)

### WTA (verda)
- Family Circle Cup (Charleston, Estats Units)